# Neoantistea caporiaccoi
Neoantistea caporiaccoi là một loài nhện trong họ Hahniidae.
Loài này thuộc chi Neoantistea. Neoantistea caporiaccoi được Paolo Marcello Brignoli miêu tả năm 1976.